# Monument aux martyrs de la bataille d'Otlukbeli
Le monument aux martyrs de la bataille d'Otlukbeli (turc : Otlukbeli Savaşı Şehitleri Anıtı) est un monument aux morts situé dans le district d'Otlukbeli de la province d'Erzincan en Turquie orientale. Ouvert en 2008, il est dédié aux soldats tombés au combat lors de la bataille d'Otlukbeli (1473 / 878 AH) dont les deux belligérants, l'Empire ottoman et les Aq Qoyunlu, étaient des États turcs musulmans.

## La bataille
La bataille d'Otlukbeli eut lieu le 11 août 1473 (16 Rabi'Awwal 878 AH). Elle opposa les forces ottomanes se dirigeant vers l'est et commandées par le sultan Mehmed II à celles en défense des Aq Qoyunlu (turc : Otlukbeli Savaşı Şehitleri Anıtı), les moutons blancs turcomans dirigés par Ouzoun Hassan,. La cause du conflit est qu'Ouzun Hassan a maintenu des liens avec les Byzantins, qui se sont déplacés vers l'est après la conquête de leur capitale, Constantinople, par le sultan Mehmed II en 1453 (857 AH). La bataille dura huit heures et causa la mort de centaines de milliers de personnes. Elle se termina par la victoire décisive de l'armée ottomane, qui utilisa des armes à feu et des canons que son ennemi n'avait pas.

## Le monument
Le gouverneur du district d'Otlukbeli a entrepris la construction d'un monument en 2008 près du village de Küçükotlukbeli, situé à 4 km au nord d'Otlukbeli. Il est situé près du lac Otlukbeli (tr), alias Acıgöl (littéralement: lac amer), une petite réserve naturelle. Il est construit sur une superficie de 1 daa (1 000 m2). Le monument a été inauguré le 11 août 2008 (8 Cha'ban 1429 AH), à l’occasion du 535e anniversaire de la bataille dans le calendrier grégorien,.
Le monument est remarquable car il comporte les reliefs des commandants Mehmed II et Ouzun Hassan, et est dédié à tous les soldats morts des deux côtés,.